# Комплекс виробництва олефінів у Ордосі (Jiutai)
Комплекс виробництва олефінів у Ордосі (Jiutai) — вуглехімічне виробництво, споруджене у китайському автономному регіоні Внутрішня Монголія.
В 2012 році компанія Jiutai Energy почала спорудження установки виробництва олефінів з метанолу. В подальшому цей проект посувався із певними затримками, так що при первісно запланованому введенні в експлуатацію у 2014 році фактично це відбулось лише в 2019-му. Установка споживає 1,8 млн тон метанолу на рік та продукує 280 тисяч тон етилену і 320 тисяч тон пропілену, котрі споживаються тут же на майданчику для випуску відповідної кількості поліетилену та поліпропілену.
Половину необхідної установці сировини отримують від спорудженого дещо раніше заводу  метанолу потужністю 1 млн тон на рік, котрий випускає цільовий продукт за технологією газифікації вугілля (частина його продукції призначається для випуску 100 тисяч тон диметилового етеру). Наразі Jiutai Energy планує спорудити у 2022 році ще одне виробництво метанолу потужністю 1 млн тон.
Разом з основними цільовими продуктами продукується бутилен, котрий використовується для дегідрогенізації. 